# Naomi Novik
Naomi Novik (New York, 30 aprile 1973) è una scrittrice statunitense di romanzi fantasy.
Ha vinto il Premio John Wood Campbell per il miglior nuovo scrittore nel 2007.

## Biografia
Naomi Novik è una statunitense di seconda generazione. Suo padre è di discendenza ebreo-lituana e sua madre è di origine polacca. Ha studiato Letteratura inglese presso la Brown University ed ha un Master's degree in informatica della Columbia University. Ha partecipato alla progettazione ed allo sviluppo del videogioco Neverwinter Nights: Shadows of Undrentide finché non ha scoperto che preferiva la scrittura allo sviluppo di giochi per computer. Vive a Manhattan.
Il suo primo romanzo, Temeraire - Il drago di sua maestà (His Majesty's Dragon), capitolo iniziale della serie di Temeraire, è una storia alternativa delle guerre napoleoniche in un mondo in cui i draghi sono relativamente comuni e usati nei combattimenti aerei. Il libro ha vinto il Compton Crook Award nel 2007 ed è stato candidato al premio Hugo per il miglior romanzo. Per il romanzo la Novik ha anche vinto il Premio John Wood Campbell per il miglior nuovo scrittore.
Nel settembre 2006 Peter Jackson, il regista della trilogia cinematografica del Signore degli Anelli e di quella de Lo Hobbit, ha opzionato la serie di Temeraire, inclusi tutti i futuri romanzi.
Nel 2016 vince il Premio Nebula per il miglior romanzo con il suo romanzo Cuore oscuro, collocandosi anche tra i finalisti per il Premio Hugo per il miglior romanzo.
Nel giugno dell'anno prima The Hollywood Reporter ha rivelato che la casa di produzione cinematografica Warner Bros. ha opzionato i diritti di Cuore oscuro per portarlo sul grande schermo in quelli che l'autrice spera siano una serie di film.
La notizia è stata riportata e confermata da Novik nel suo sito. L'adattamento cinematografico coinvolgerebbe Ellen DeGeneres e Jeff Kleeman.
Universal Pictures ha acquistato i diritti della saga Scholomance, di cui è stato pubblicato il primo volume, A deadly education, il 29 settembre 2020, per un adattamento cinematografico.

## Opere

### Serie diTemeraire
1. Temeraire - Il drago di sua maestà (His Majesty's Dragon, 2006), Fanucci, gennaio 2007
2. Temeraire - Il trono di giada (Throne of Jade, 2006), Fanucci, giugno 2007
3. Temeraire - La guerra dei draghi (Black Powder War, 2006), Fanucci, marzo, 2008
4. Temeraire - L'impero d'avorio (Empire of Ivory, 2007), Fanucci, gennaio, 2009

- Non ancora pubblicati in Italia

1. Victory of Eagles, luglio 2008
2. Tongues of Serpents, luglio 2010
3. Crucible of Gold, marzo 2012[6]
4. Blood of Tyrants, agosto 2013
5. League of Dragons, 2016

### Altre opere
- Cuore oscuro (Uprooted, 2015), Mondadori, settembre 2017
- Spinning Silver - La filatrice d'argento (Spinning Silver, 2018) nel volume Uprooted - Spinning Silver, Mondadori, 2024

### Serie diScholomance
1. Scholomance - Lezioni pericolose, settembre 2020
2. The Last Graduate - La prova finale, settembre 2021
3. The Golden Enclaves - La cerchia d'oro, settembre 2022

### Racconti brevi
Sul sito ufficiale dell'autrice sono stati pubblicati racconti brevi, alcuni dei quali si intrecciato nella serie di Temeraire, altri sono a loro stanti: Araminta, or, The Wreck of the Amphidrake, Feast or famine, In autumn, a White Dragon looks over the Wide River, Vici, Apples, Commonplaces, Seven years from home, Purity test, Lord Dunsany's teapot, Priced to sell.
Nella stessa sezione del sito sono state aggiunte due scene eliminate dall'inizio Empire of Ivory e dal capitolo 4 di Throne of Jade.